# Brin-sur-Seille
Brin-sur-Seille [bʁɛ̃ syʁ sɛj] ist eine französische Gemeinde mit 774 Einwohnern (Stand: 1. Januar 2022) im Département Meurthe-et-Moselle in der Region Grand Est. Sie gehört zum Arrondissement Nancy und zum Kanton Entre Seille et Meurthe.

## Geographie
Brin-sur-Seille liegt etwa 14 Kilometer nordöstlich von Nancy an der Seille, die die nordöstliche Gemeindegrenze bildet. Umgeben wird Brin-sur-Seille von den Nachbargemeinden Bey-sur-Seille im Nordwesten und Norden, Bioncourt im Norden, Attilloncourt im Norden und Nordosten, Pettoncourt im Nordosten und Osten, Moncel-sur-Seille im Osten, Mazerulles im Süden, Amance im Süden und Südwesten sowie Bouxières-aux-Chênes im Westen.

## Bevölkerungsentwicklung
| Jahr                       | 1962 | 1968 | 1975 | 1982 | 1990 | 1999 | 2006 | 2012 | 2019 |
| Einwohner                  | 420  | 556  | 549  | 603  | 601  | 582  | 627  | 746  | 780  |
| Quellen: Cassini und INSEE |      |      |      |      |      |      |      |      |      |

## Sehenswürdigkeiten
- Kirche Saint-Martin, nach dem Ersten Weltkrieg wiedererrichtet
- Wehrhaus aus dem 14./15. Jahrhundert